# Hansueli Schmutz
Hansueli Schmutz (Biel-Benken, 26 de julio de 1950) es un jinete suizo que compitió en la modalidad de concurso completo.
Ganó dos medallas en el Campeonato Europeo de Concurso Completo de 1981, oro en la prueba individual y plata por equipos.

## Palmarés internacional
| Campeonato Europeo | Campeonato Europeo | Campeonato Europeo | Campeonato Europeo |
| Año                | Lugar              | Medalla            | Categoría          |
| ------------------ | ------------------ | ------------------ | ------------------ |
| 1981               | Frauenfeld (Suiza) | Medalla de oro     | Individual         |
| 1981               | Frauenfeld (Suiza) | Medalla de plata   | Por equipos        |